# 法式城堡

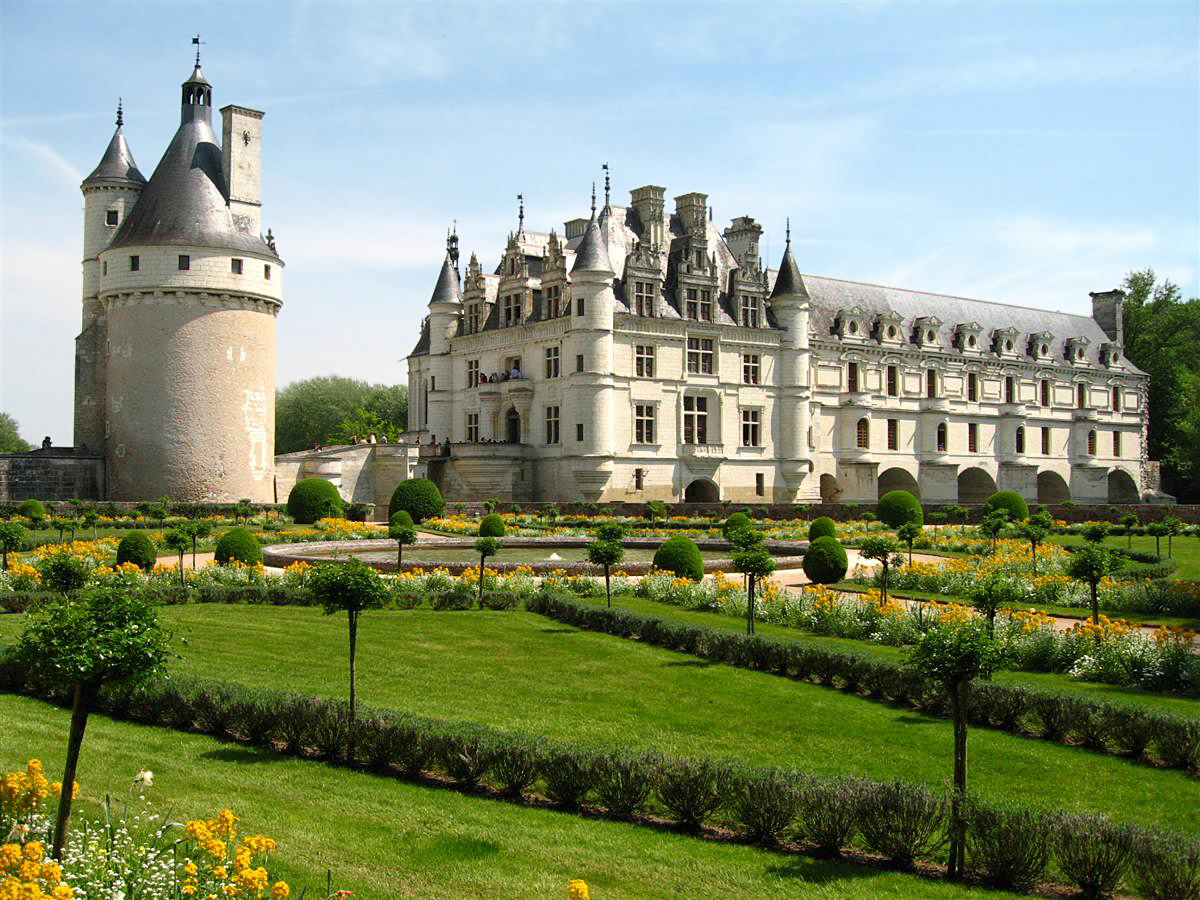
舍農索城堡

法式城堡（法語：château，法語發音：[ʃɑto]）是法國莊園領主的宅邸，或是绅士、貴族的住所，不一定擁有防禦設施，并非真正意义上的城堡。許多法式城堡都位在卢瓦尔河流域，例如昂布瓦斯城堡、香波尔城堡和舍農索城堡等等，形成了盧瓦爾河谷城堡群。

## 意义
如同英国的stately home一样，Château是一种家族权力的象征。其所有者一般是皇室、贵族，但一些上层士绅也可以建造Château。因此质量也千差万别。其前身是古罗马时代的贵族别墅。每个Château都有着自己的领地（terres）。

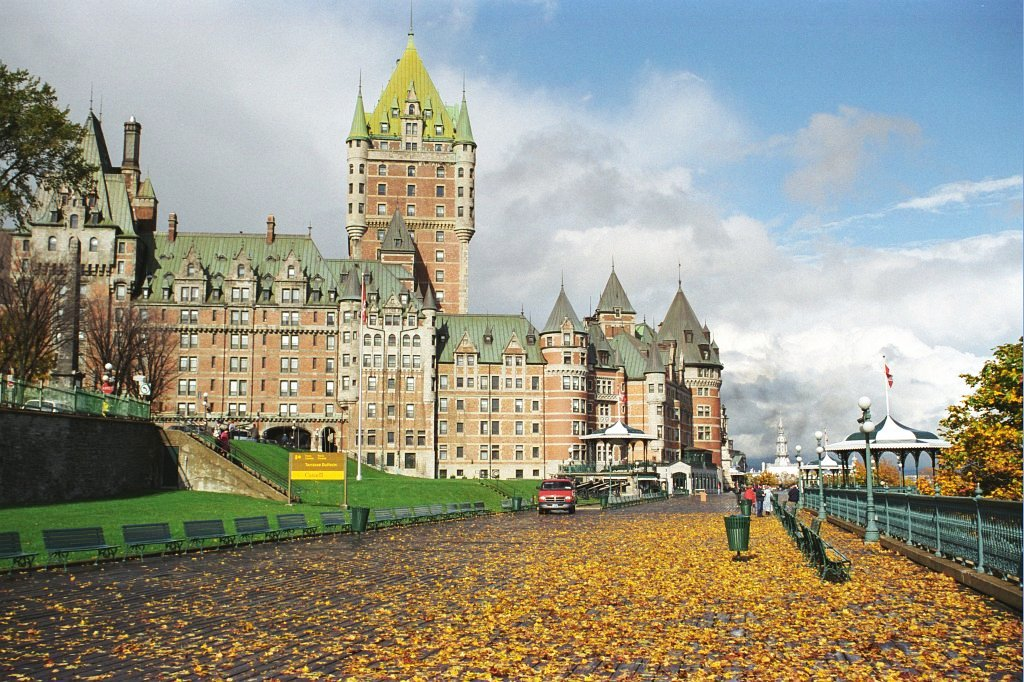
魁北克市的酒店芳堤娜城堡（Château Frontenac）

卢浮宫（设防）和卢森堡宫原本是Château，但后来在慢慢被城市包围，人们也渐渐将它当做“宫”而不是Château来看待。Château的本意在法国以外的地方也产生了变化，如加拿大人通常用它来指加拿大铁路发展黄金时期建造的一大批五星级城堡式酒店。